# Gordon Murray Automotive T.33
El Gordon Murray Automotive T.33 es un automóvil superdeportivo con motor central-trasero montado longitudinalmente y de tracción trasera, producido por el fabricante inglés Gordon Murray Automotive, tentativamente desde principios de 2024.
Fue presentado el 27 de enero de 2022 como el segundo coche de la marca, después del Gordon Murray T.50, ubicándose por debajo de este último como su "hermano menor". Ha sido definido por su propio creador como un GT con intenciones de ofrecerse como "coche de paseo", aunque su configuración y motor no lo reflejen así.

## Diseño
Tiene una imagen menos radical, sobre todo por su más simple aerodinámica y la ausencia del ventilador trasero, aunque con su estilo clásico, favorece la elegancia sobre los dispositivos aerodinámicos agresivos. También está homologado para el mercado estadounidense, a diferencia del T.50, que ingresaría a los Estados Unidos bajo las reglas de "mostrar o exhibir", pero de todas maneras así lo convierte en un verdadero "coche mundial". La forma del difusor se mejoró todavía más para maximizar su efecto, utilizando la base de succión detrás del coche para aspirar el aire del difusor. Lo anterior crea el beneficio adicional de generar la carga aerodinámica alrededor del área del pilar "B", no hacia la parte trasera del coche, así que coincide con el centro de gravedad y por lo que permite prescindir de divisores delanteros y dispositivos aerodinámicos, que se limitan a un difusor oculto en cada paso de rueda delantero. Esto también permite que su parte delantera del sea limpia, además de que el alerón trasero activo que se despliega automáticamente y pueda potenciar el efecto de frenado, se asienta al ras de la carrocería cuando el coche está estacionado.
La suspensión también es nueva, donde la trasera va montada directamente en el cárter de la transmisión. La dirección es a través de una configuración de piñón y cremallera asistida hidráulicamente, mientras que los frenos son discos carbono-cerámicos de 370 mm (14,6 pulgadas) en el eje delantero con calipers (pinzas) de 6 pistones y de 340 mm (13,4 pulgadas) de 4 pistones en el trasero, sujetos por pinzas, con rines delanteros de 19 pulgadas (48,3 cm) y de 20 pulgadas (50,8 cm) las traseras, montados en neumáticos deportivos Michelin Pilot 4S den medidas 235/35 y 295/30, respectivamente. También está equipado con ABS, control de estabilidad y control de tracción.
Su plataforma también se diferencia de la del T.50 al utilizar el proceso iStream Carbon® ultraligero, que tanto caracteriza a los productos fabricados por Gordon Murray, lo que garantiza su ligereza y rigidez. Otra diferencia es su distribución de asientos, ya que, en lugar de la plaza central del piloto y dos pasajeros a cada lado del T.50, que a su vez se inspiró en el McLaren F1, el T.33 es un biplaza.
Presenta unas suaves formas destacando un frontal dividido en tres en su parte más baja, una toma de aire situada en el techo y una parte trasera con una doble salida de escape en posición central y unos faros redondos apilados verticalmente.
Es un coche relativamente compacto, con un tamaño similar al T.50 y unas líneas parecidas, aunque es un diseño claramente inspirado en los modelos de los años 60. Está fabricado en torno a un chasis monocasco específico en fibra de carbono. Su redondeada carrocería presenta unas aletas traseras desmontables que esconden compartimentos de almacenamiento, como en el McLaren F1 con una pequeña cajuela delantera, para un total de 280 litros (9,9 pies cúbicos) de espacio de almacenamiento.

## Interior
El interior tiene un par de asientos tipo butaca en fibra de carbono iStream, un material que aparece en todo el habitáculo, sobre todo en el volante. No tiene pantallas táctiles, lo que probablemente ayude a que tenga ese aspecto clásico y atemporal. El minimalismo también se nota, como las intermitentes a través de botones en el volante de fibra de carbono. También hay botones físicos en el tablero, aunque sí cuenta con Android Auto y Apple CarPlay de serie.
El panel de instrumentos es digital, en el que solamente se muestra el tacómetro. El volante tiene un diseño limpio y sin muchos controles. La palanca de cambios está muy cerca del volante para las versiones automáticas.

## Versión Spider
Combina un diseño atemporal del cupé con una experiencia de manejo más inmersiva y envolvente. Cuenta con dos paneles de techo removibles y una ventana trasera desplegable. Fue desarrollado en paralelo con la versión cupé, compartiendo la misma construcción de monocasco de fibra de carbono ultraligera. Ha sido meticulosamente diseñado para lograr la rigidez torsional excepcional, para un gran manejo y agilidad sin agregar peso innecesariamente.
Presenta proporciones y superficies fluidas fabricadas con fibra de carbono, ejecutadas con una pureza y una atención al detalle. En los primeros bocetos, cada superficie desde el pilar "A" hacia atrás es exclusiva del Spider, pero claramente los comparte también con el cupé. La sección fija del techo cuenta con contrafuertes que se mezclan con la cubierta trasera, detrás de la cual están unas rejillas que ayudan más a la refrigeración del motor. La caja de aire de inducción tipo RAM, está montada directamente en el motor, una característica que se vuelve más distintiva en el Spider, sobre todo cuando se quitan los paneles del techo. Estos paneles fabricados con un compuesto de carbono ligero, se pueden ordenar en una gama de colores. Para mejorar la facilidad de uso, se pueden guardar ordenadamente en la cajuela delantera cuando no se utilizan. El vidrio trasero cae detrás del mamparo al presionar un interruptor que enciende o apaga el techo.
Su interior es simple, elegante y análogo, que ofrece un entorno centrado en el piloto. El grupo de instrumentos es el tacómetro de 120 mm (4,7 pulgadas) montado al centro, estando iluminado y analógico. En ambos lados hay pantallas secundarias para el control del clima y el infoentretenimiento. Todos los controles principales son táctiles, con el volante de fibra de carbono tapizado en cuero y los pedales, la palanca de cambios y el interruptor están mecanizados en aleaciones de aluminio. Los asientos ligeros de fibra de carbono están tapizados en una combinación de cuero y alcantara. Otras características que distinguen al Spider del cupé es que los paneles del techo retirados y el vidrio trasero bajado, mejora la sensación de apertura a través del color exterior que fluye hacia la cabina.

## Motorización
Seguirá utilizando la misma mecánica del V12 de 3994 cm³ (4 L; 243,7 plg³) naturalmente aspirado del T.50 desarrollado por Cosworth, aunque será una versión diferente, ya que el corte de inyección queda en las 11 100 rpm. Contará con nuevos materiales, además de una transmisión también diferente, tanto manual como automática. La potencia máxima se limita a 617 CV (609 HP; 454 kW) y 451 N·m (333 lb·pie) de par máximo, al haber elevado el régimen a 9000 rpm, aunque entrega el 75% de este a partir de las 2500 rpm y al menos el 90% de las 4500 a las 10 500 rpm. Otra característica es que tiene la caja de admisión forzada de aire unida directamente al V12, la cual se mueve independientemente de la carrocería. La toma de aire atraviesa la cubierta de cristal del motor, de manera similar al GMA T.50S. Además, las mariposas de admisión se encuentran dentro de la caja de aire, alimentando de forma separada cada bancada de cilindros, lo que da como resultado la impresionante curva de par. Está equipado con un sistema de inducción Ram y un nuevo sistema de escape para garantizar un sonido característico.
El V12 va acoplado a una transmisión transaxle (sobre el eje trasero) en patrón "H" de 6 velocidades, diseñada específicamente por Xtrac Limited que pesa solamente 78 kg (172 libras). Es derivada también del GMA T.50, disponible tanto manual o con un sistema secuencial Instant Gear Shift (“IGS” cambio de marchas instantáneo), con paletas de cambio detrás del volante. Según Murray, afirma que ofrece el cambio de marchas más rápido del mundo, ya que el IGS es un sistema con un preselector, pues la siguiente marcha ya está en posición siempre. Con todo esto, su peso queda en alrededor de los 1100 kg (2425 libras).
| Materiales del motor                | Bloque y cabezas de aluminio                                                                          |
| Distribución                        | DOHC 4 válvulas x cilindro accionadas por cadena de transmisión, inclinadas sobre el eje              |
| Alimentación                        | Inyectores gemelos por cilindro, tomas de aire con sistema de inducción RAM y 4 cuerpos de acelerador |
| Diámetro x carrera                  | 81,5 x 63,8 mm (3,21 x 2,51 pulgadas)                                                                 |
| Potencia máxima                     | 617 CV (609 HP; 454 kW) @ 10,250 rpm                                                                  |
| Par máximo                          | 451 N·m (333 lb·pie) @ 6,750 rpm                                                                      |
| Línea roja                          | 11,100 rpm                                                                                            |
| Relación de compresión              | 14:1                                                                                                  |
| Potencia específica                 | 154,5 CV/litro                                                                                        |
| Relación peso a potencia            | 561 CV/tonelada                                                                                       |
| Sistema de lubricación              | Cárter seco con bomba de alta presión                                                                 |
| Capacidad del tanque de combustible | 75 litros (19,8 galAm)                                                                                |
| Embrague                            | Sencillo de baja inercia de 184 mm (7,2 pulgadas) de diámetro                                         |
| Diferencial                         | Autoblocante de deslizamiento limitado tipo Salisbury                                                 |

## Producción
Sería fabricado en la próxima planta de ensamblaje de la marca en Highams Park, Surrey, donde también se encuentra la nueva sede del Grupo Gordon Murray y el campus tecnológico. Su producción se trata de una edición limitada a solamente 100 unidades, cuyas primeras entregas estaban previstas para 2024, la última de estas vendida en febrero de 2022, dos años antes de la entrega de la primera. Este será el último coche no híbrido del fabricante, ya que después llegarán los sistemas híbridos. El fabricante ha indicado que nunca fabricará más de 100 unidades de ninguno de sus coches.